# Longport
Longport ist eine Stadt im Atlantic County, New Jersey, USA mit rund 1.000 Einwohnern. Das U.S. Census Bureau ermittelte bei der Volkszählung 2020 eine Einwohnerzahl von 893.

## Geographie
Nach dem United States Census Bureau hat die Stadt eine Gesamtfläche von 4,2 km², wovon 1,0 km² Land und 3,2 km² (76,07 %) Wasser ist.

## Geschichte
Zwei Bauwerke in Longport sind im National Register of Historic Places (NRHP) eingetragen (Stand 29. September 2018), die Church of the Redeemer und die Great Egg Coast Guard Station.

## Demographie
Die Volkszählung aus dem Jahr 2000 ergab 1.054 Einwohner in 544 Haushalten und 317 Familien. Die Bevölkerungsdichte beträgt 1.070,9 Einwohner pro km². 98,58 % der Bevölkerung sind Weiße, 0,09 % Afroamerikaner, 0,00 % amerikanische Ureinwohner, 1,14 % Asiaten, 0,00 % pazifische Insulaner, 0,00 % anderer Herkunft und 0,19 % Mischlinge. 0,47 % sind Latinos unterschiedlicher Abstammung.
Von den 544 Haushalten haben 10,8 % Kinder unter 18 Jahre. 51,3 % davon sind verheiratete, zusammenlebende Paare, 5,1 % sind alleinerziehende Mütter, 41,7 % sind keine Familien, 37,5 % bestehen aus Singlehaushalten und in 19,3 % Menschen sind älter als 65. Die Durchschnittshaushaltsgröße beträgt 1,94, die Durchschnittsfamiliengröße 2,53.
11,4 % der Bevölkerung sind unter 18 Jahre alt, 2,6 % zwischen 18 und 24, 18,9 % zwischen 25 und 44, 32,6 % zwischen 45 und 64, 34,5 % älter als 65. Das Durchschnittsalter beträgt 57 Jahre. Das Verhältnis Frauen zu Männer beträgt 100:86,5, für Menschen älter als 18 Jahre beträgt das Verhältnis 100:85,0.
Das jährliche Durchschnittseinkommen der Haushalte beträgt 51.324 USD, das Durchschnittseinkommen der Familien 68.194 USD. Männer haben ein Durchschnittseinkommen von 53.250 USD, Frauen 36.146 USD. Der Prokopfeinkommen der Stadt beträgt 50.884 USD. 3,7 % der Bevölkerung und 2,9 % der Familien leben unterhalb der Armutsgrenze, davon sind 2,5 % Kinder oder Jugendliche jünger als 18 Jahre und 5,5 % der Menschen sind älter als 65.